# ジャック・ラブロック
ジャック・ラブロック（John ("Jack") Edward Lovelock、1910年1月5日- 1949年12月28日）は、ニュージーランドの陸上競技選手。1936年ベルリンオリンピックの金メダリストである。

## 経歴
ラブロックは、英国移民の子としてニュージーランド南島にある小さな町であるクラシントンで育った。学校に通っていたころからスポーツの才能に秀でていた。学校を卒業した後は、オタゴ大学に進学し医学の道を志した。一方で、大学の陸上部にも所属し、ニュージーランドの1マイル選手権を制している。1931年にはローズ奨学制度を利用し、オックスフォード大学に進学した。
1932年には、1マイルの大英帝国記録を樹立。同年に開催されたロサンゼルスオリンピックでは1500mに出場したが、7位と惨敗してしまう。しかし、翌1933年には1マイルで4分7秒6の世界新記録を樹立。1934年には、ブリティッシュ・エンパイア・ゲームズの1マイルで金メダルを獲得した。
そして、1936年には2度目のオリンピックとなるベルリンオリンピックに出場。開会式においてニュージーランド選手団の旗手を務めた。1500mで3分47秒8の世界新記録を樹立し、アメリカのグレン・カニンガム、前回金メダリストのイタリアのルイージ・ベッカリを押さえ金メダルを獲得した。ニュージーランドの陸上競技選手初のオリンピック金メダルであった。
オリンピックで金メダルを獲得したラブロックは、オリンピックの後引退し開業医となる。第二次世界大戦では医官として従軍した。しかし、戦後間もない1949年、インフルエンザの影響で、ニューヨーク地下鉄内で倒れそのまま亡くなった。